# Stanisław Żukowski (grafik)
Stanisław Żukowski (ur. w 1911 Wilnie, zm. w 1983 w Gdańsku) – polski grafik.

## Życiorys
Studiował na Wydziale Sztuk Pięknych USB w Wilnie. Od roku 1934 studiował grafikę w pracowni Edmunda Bartłomiejczyka w warszawskiej Akademii Sztuk Pięknych. Powrócił do Wilna i kontynuował studia w pracowni Jerzego Hoppena. Po wojnie (1945) zamieszkał w Gdańsku.
W latach 1970–1977 prowadził doświadczalną pracownię graficzną ZPAP „Oficyna” przy Akademii Sztuk Pięknych w Gdańsku.